# Heterosphaeria ovispora
Heterosphaeria ovispora är en svampart som beskrevs av Leuchtm. 1987. Heterosphaeria ovispora ingår i släktet Heterosphaeria och familjen Helotiaceae.   Inga underarter finns listade i Catalogue of Life.